# Aristarch Biełopolski

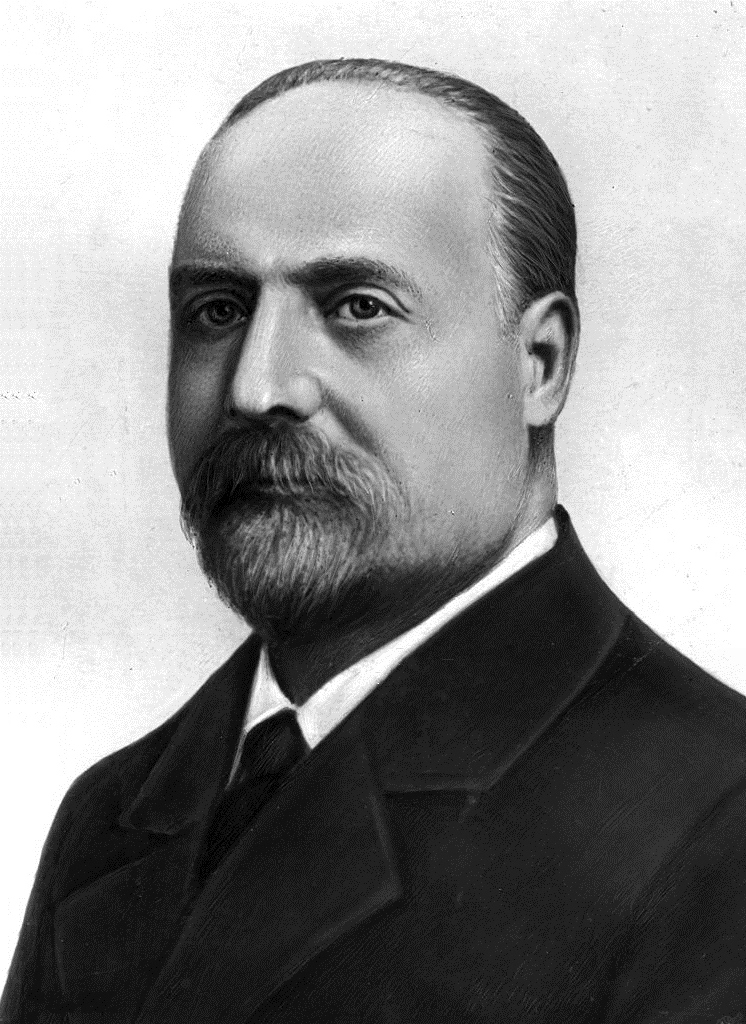
Aristach Biełopolski w 1900 roku

Aristarch Apołłonowicz Biełopolski (ros. Аристарх Аполлонович Белопольский, ur. 13 lipca 1854 w Moskwie, zm. 16 maja 1934) – rosyjski astronom i astrofizyk.

## Życiorys
Ukończył studia na Uniwersytecie Moskiewskim w 1876 roku. Rok później lata później został pomocnikiem Fiodora Briedichina w obserwatorium astronomicznym w Moskwie, a od 1888 roku pracował w Obserwatorium w Pułkowie. Od 1903 członek Petersburskiej Akademii Nauk.
Autor prac z zakresu spektroskopii gwiazd. Potwierdził eksperymentalnie zjawisko Dopplera. Jako jeden z pierwszych użył fotografii w spektroskopii. Odkrył pulsacje δ Cephei; meteoroidową budowę pierścieni Saturna; wyznaczył  prędkość obrotu Słońca.
Na jego cześć został nazwany krater Biełopolski na Księżycu oraz planetoida (1004) Belopolskya.